# Annette Dobmeier
Annette Dobmeier (* 10. Februar 1968 in Tauberbischofsheim) ist eine ehemalige deutsche Fechterin aus der Bundesrepublik Deutschland, die 1992 Olympiazweite mit der Mannschaft wurde.

## Erfolge
Die Florettfechterin vom FC Tauberbischofsheim erreichte bei der Fechtweltmeisterschaft 1989 in Denver im Einzelwettbewerb das Halbfinale und belegte am Ende den vierten Platz. In der Mannschaftswertung gewann sie zusammen mit Anja Fichtel, Sabine Bau, Susanne Lang und Zita Funkenhauser den Titel vor der sowjetischen Equipe. 1990 belegte die deutsche Mannschaft nur den fünften Rang, bei der Fechtweltmeisterschaft 1991 in Budapest gewannen Bau, Fichtel, Funkenhauser und Rozalia Husti die Bronzemedaille, Annette Dobmeier gehörte als fünfte deutsche Fechterin ebenfalls zum Kader. Auch bei den Olympischen Spielen 1992 in Barcelona war Dobmeier die Ersatzfechterin neben Bau, Fichtel, Funkenhauser und Monika Weber. Dobmeier kam aber zu einigen Einsätzen, so gewann sie im Halbfinale ein Gefecht gegen das Vereinte Team, die Nachfolgemannschaft der Sowjetunion. Im Finale gegen Italien verlor Dobmeier zwei Gefechte und erhielt mit ihren Kolleginnen die Silbermedaille.
Dafür erhielt sie am 23. Juni 1993 das Silberne Lorbeerblatt.

## Auszeichnungen
- Trägerin des Silbernen Lorbeerblattes